# Itapetinga
Itapetinga este un oraș în statul Bahia (BA) din Brazilia.